# 슈테른-게를라흐 실험
슈테른-게를라흐 실험(Stern–Gerlach experiment)은 원자의 자기 모멘트와 스핀이 양자화되어 있다는 사실을 증명한 실험이다. 오토 슈테른과 발터 게를라흐(Walther Gerlach)가 1922년에 실시하였다. 양자역학의 가장 근본적인 실험 가운데 하나다.

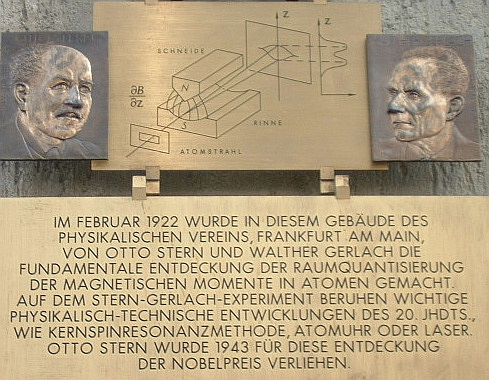
프랑크푸르트 Physikalischer Verein 에 있는 슈테른-게를라흐 실험 기념 동판

## 설명
슈테른-게를라흐 실험에서는 진공에서 전기적으로 중성인 은을 기화하여, 이를 정렬된 슬릿을 통과하게 하여 은 원자 빔(beam)을 만든다. 이 은 원자로 이루어진 빔은 불균일한 자기장을 통과한 뒤, 차가운 유리판 위를 향하게 한다. 은 원자는 자기 모멘트를 지니므로 자기장에 영향을 받는다. 불균일한 자기장을 사용하는 이유는 균일한 자기장에서는 은 원자는 세차 운동만 겪으며 그 진로가 변하지 않지만, 불균일한 자기장의 경우에는 은 원자의 진로가 휘기 때문이다. 이 때에 휘는 정도와 방향은 불균일한 자기장과 그 안에 있는 원자의 쌍극자 방향과의 관계에 따라서 자기 모멘트와 자기장의 기울기 사이의 힘에 따라 변한다.
{\displaystyle {\vec {F}}({\vec {r}})=({\vec {m}}\cdot \nabla ){\vec {B}}({\vec {r}})}
은 원자의 진로가 휘는 정도는 은이 유리판 위에 쌓인 자취를 통해 측정할 수 있다.
고전적으로 자기 모멘트는 연속적인 값이므로, 유리판 위의 자취는 연속적인 모양을 해야 한다. 그러나 실제 실험을 해 보면, 자취는 두 개의 서로 떨어진 점이다. 즉, 자취가 불연속적이고, 은의 자기 모멘트는 두 개의 양자화된 값 가운데 하나를 가진다는 사실을 알 수 있다. 은의 자기 모멘트는 그 각운동량에 비례한다. 따라서 은의 바닥 상태에서 가능한 각운동량 값이 두 가지다. 양자역학적으로, 이는 은 원자 안의 전자의 스핀의 임의의 성분이 두 가지의 값을 가질 수 있기 때문이다.